# 第一次世界大戦の原因
第一次世界大戦の原因（だいいちじせかいたいせんのげんいん）では、第一次世界大戦発生の原因について述べる。

## ヨーロッパの分極化 1887年～

### 独露再保障条約の破棄と独墺同盟・露仏同盟の締結
1887年、ドイツ帝国とロシア帝国の協調関係はオットー・フォン・ビスマルクが調えた秘密条約である独露再保障条約により確保された。しかしながら1890年にビスマルクが失脚し、オーストリア＝ハンガリー帝国との独墺同盟(1879年)を選んだドイツは、独露再保障条約を失効させた。
この展開は、ビスマルクの後任として宰相に就任したプロイセンの将軍、レオ・フォン・カプリヴィ伯爵によるものであった。 カプリヴィは、前任者ビスマルクと同じようにヨーロッパの体制を管理できるような個人的能力の欠如を自覚していたため、フリードリッヒ・フォン・ホルシュタインなどの同時代の人物から、ビスマルクの複雑かつ欺瞞的ですらある戦略とは異なる、より論理的なアプローチをとるよう助言されたと言われている。そういった事情で、ロシア側には再保障条約を修正してトルコ海峡に関する「極秘の追加」 と呼ばれる規定を犠牲にする意思もあったにもかかわらず、オーストリア=ハンガリーとの条約が締結された。
カプリヴィの決定は、もしフランスがドイツを攻撃した場合でも、ロシアの中立を確保するために再保障条約はもはや必要ではなく、むしろ再保障条約がフランスへ攻勢をとることを妨げることさえもあるだろうという信念にも基づいていた。 
カプリヴィは、ビスマルクのような戦略的曖昧さの能力を欠いており、「ロシアにベルリンの約束を誠実に受け入れさせ、書面による合意なしにウィーンとの直接的な理解に就くようサンクトペテルブルクを促す」ことを志向する政策を追求した 。1882 年までに、独墺同盟にはイタリアも加わって拡大された。 これに応える形で、ロシアは同年、フランスとの間で1917年まで続くことになる強力な軍事関係である露仏同盟を確立した。これは、当時ロシアは大飢饉と反政府革命活動の増加に直面していたため、同盟国を必要としていたことに後押しされた動きであった。露仏関係は、かつてビスマルクがベルリンでのロシア国債の売却を拒否して、ロシアをパリの資本市場に追いやった時以来、何年にもわたって徐々に構築されていた 。そのことがロシアとフランスの金融関係の拡大の始まりとなり、最終的にはフランスとロシアの協約を外交・軍事の表舞台へ引き上げるところまでつながった。
カプリヴィの戦略は、1908 年のボスニア危機の勃発時に、ドイツがロシアに撤退と動員解除を要求することに成功したときには、うまく機能したように見えた。しかし後の1914年にドイツがロシアに同じことを要求したときには、ロシアは拒否した。それが最終的には戦争を勃発させることにつながった。

### フランスの対ドイツ政策

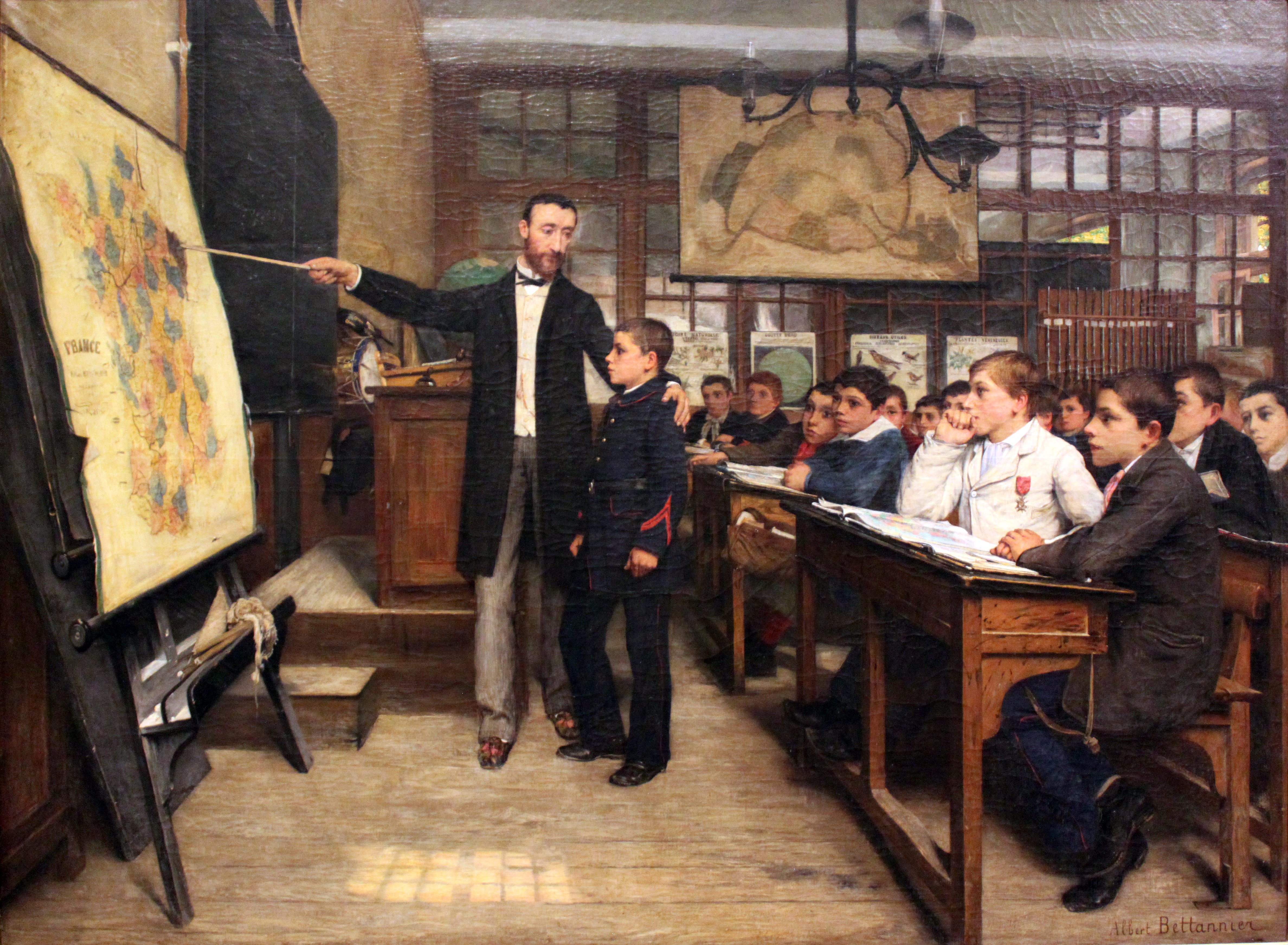
フランスでは、子供たちは学校で地図で黒く塗りつぶされている失った領土のことを忘れるなと教えられた。

第一次世界大戦の遠因の一つは、その40年以上も前にあった1870-1871年の普仏戦争の結果と、それと同時並行的に起こったドイツ統一という結末の中に見出すことができる。ドイツは普仏戦争で決定的な勝利を収め、強力なドイツ帝国を樹立した。一方、フランスは混乱状態に陥り、政治的な不安定は革命で頂点に達し、フランス第三共和政が成立した。フランスは軍事的には何年にもわたり凋落した。
ドイツがアルザス＝ロレーヌを併合した後、フランスとドイツの間にある反感は世代を超えて受け継がれ、大きくなっていった。特にアルザス＝ロレーヌを奪われたことが、ドイツに対する憤懣を幅広く引き起こし、それが復讐主義を生み出した。フランスの国民感情としては、軍事的かつ領土的な損失を挽回し、ヨーロッパ大陸において卓越した軍事強国としての地位を取り戻すことを望んだ。
ビスマルクはフランスが復讐を望むことを憂慮していた。彼はフランスを孤立させ、バルカンにおけるオーストリア＝ハンガリーとロシアの野心をバランスさせることで平和を達成した。後年のビスマルクは、フランスの海外拡張を後押しすることでフランスを懐柔しようと努めた。しかしながら、反ドイツ感情は残り続けた。イギリスとポルトガルの西アフリカに関する合意に対抗して、1884年にフランスとドイツの間で植民地協商が作られたが、1885年にフランスの帝国主義者ジュール・フェリーの政権が倒れるとともに短命に終わった。
フランスは最終的に敗北から復興した。戦争賠償を払い終え、軍事力を再建した。しかし、人口はドイツを下回っていたため、ドイツという強力な隣国に対して不安を感じていた。

### 三国協商

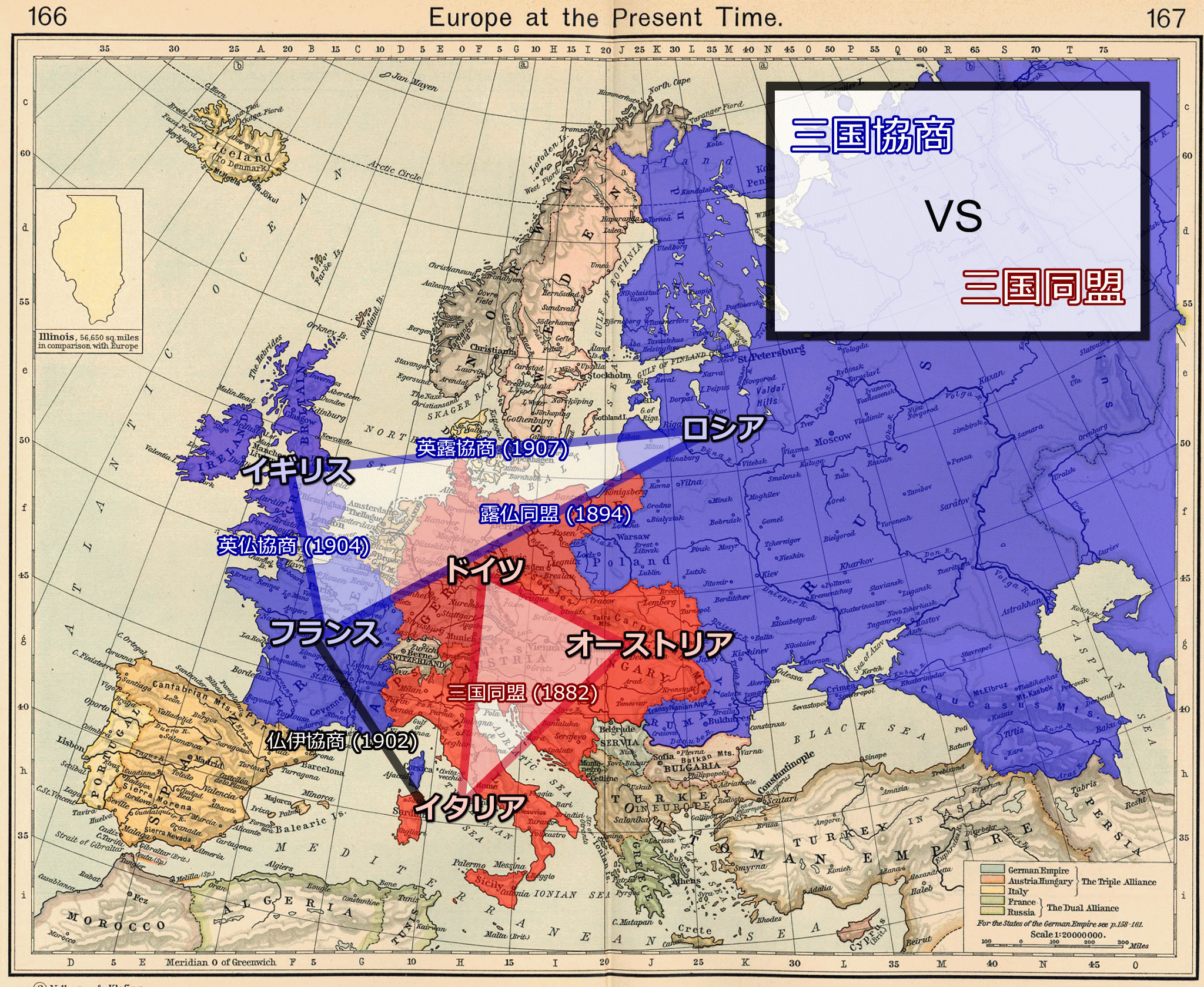
三国協商と三国同盟

イギリスは、ボーア戦争で孤立した後の1900年代になって、ヨーロッパ大陸の列強国から距離を置く（いわゆる栄光ある孤立）政策を放棄した。イギリスは植民地問題に限定して、植民地問題での二つの主な競争相手と合意を結んだ。即ち、1904年にはフランスと英仏協商を結び、1907年には英露協商を結んだ。
いくらかの歴史家たちは、イギリスが協商を結んだ理由を、主にドイツの独断的な外交政策と、1898年からの英独建艦競争につながるドイツの海軍力増強に対応したものとみている。
ニーアル・ファーガソンに代表される他の歴史学者たちは、イギリスがドイツと同盟を組んでも、その他の列強たちと互角になるほどドイツは強くないため、協約を結んでもイギリス帝国の安全保障が達成されないことから、イギリスはドイツよりもフランス、ロシアを選んだと議論している。
イギリスの外交官 Arthur Nicolson の言葉を借りれば、それは「ドイツ一国を敵に回すよりは、フランス、ロシア二国を敵に回す方が我々にとってはよほど不利」だったのである。ファーガソンは、イギリス政府がドイツからの協調の提案を拒否したのは「ドイツがイギリスに脅威をもたらしはじめたからではなく、むしろドイツはイギリスにとって大した脅威ではないと考えたからだ」と議論している。
従って三国協商には二面性がある。つまりイギリスはフランス、ロシアとの関係を促進した反面、ドイツとの良好な関係を保つ優先順位は下げられたのである。それは「ドイツに向けられた敵意がドイツの孤立化を招いたというよりは、むしろ新しい同盟関係のシステムそれ自体がドイツ帝国に対する敵意を誘導し助長した」のである。
イギリス、フランス、ロシアのいわゆる三国協商は、ドイツ、オーストリア＝ハンガリー、イタリアの三国同盟 (1882年)とよく比較されるが、歴史学者たちはこの比較には注意を促している。「協商」というものは、三国同盟や露仏同盟とは異なり、相互防衛を義務付けるものではないので、イギリスは1914年の時点で、自らの外交政策を自由に決められる余地があった。イギリス外交部の外交官エア・クロウが書き留めたように「基本的な事実は言うまでもなく『協商』とは同盟ではないということだ。究極の非常事態にあっては、協商というものは何の実質的な中身も持たないということはありうる。『協商』というものは、二国間の政府で共有した考え方の枠組み、一般政策の見方を示したものであって、それ以上のものではないが、その全ての内容が意味を失うほど曖昧になることはありうるし、実際に曖昧になってしまうこともある。」
1905年から1914年までの一連の外交的な事件が、列強同士の緊張を高め、既存の同盟を強化していった。その始まりが第一次モロッコ事件である。

### 第一次モロッコ事件
第一次モロッコ事件 （タンジール危機ともいう）は、モロッコの地位を巡る1905年3月から1906年5月にかけての国際危機である。この危機でドイツはフランス、イギリス両国との関係が悪化し、新しい英仏協商の成功を確実にすることを助長した。歴史学者クリストファー・クラークは「英仏協商はモロッコにおけるドイツのフランスに対する挑戦を弱めるというよりは、むしろ強化した」と述べている。

### ボスニア危機
1908年、オーストリア＝ハンガリーはボスニア・ヘルツェゴビナの併合を発表した。ヨーロッパのバルカン半島にあるボスニア州(英語版)、ヘルツェゴビナ州(英語版)は、かつてはオスマン帝国の支配下にあった。
ボスニア・ヘルツェゴビナは、1908年の時点でも名目的にはオスマン帝国のスルタンの支配下であったのだが、露土戦争 (1877年-1878年)を終わらせた1878年のベルリン会議で、ヨーロッパの列強たちが法的な権原はトルコに残したままで、オーストリアが両州を占有することを認めて以来、オーストリア＝ハンガリーが両州の行政を行ってきていた。
それから30年たって、1908年10月にオーストリア＝ハンガリーがベルリン条約に違反して ボスニア・ヘルツェゴビナの併合を発表したことは、バルカン半島で辛うじて保たれていた力のバランスを崩し、セルビアやヨーロッパ中の汎スラブ国粋主義者たちを怒らせ、外交危機をもたらした。弱体化していたロシアは、屈辱を受けつつも、これを承服せざるを得なかったが、ロシアの外交部はオーストリア＝ハンガリーの行動は過度に侵略的であり脅威であると考えていた。ロシアのこの対応により、セルビアやその他のバルカン半島の諸州では親ロシア、反オーストリア感情が広がり、オーストリアはこの地域でスラブ勢力が拡大することを恐れるようになった。

### 第二次モロッコ事件

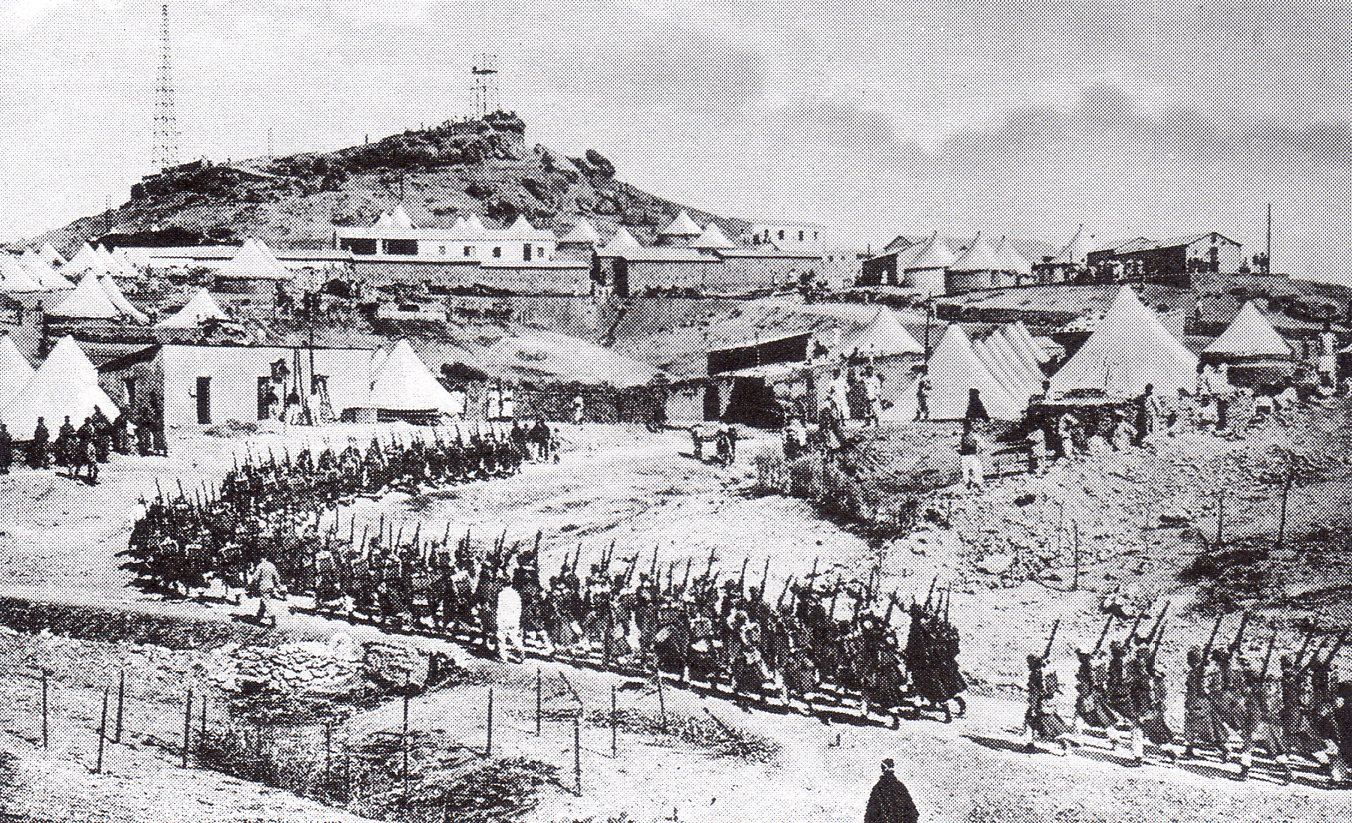
第二次モロッコ事件におけるフランス軍。1912年3月30日モロッコ

第二次モロッコ事件（アガディール事件、またはPanthersprungともいう）は、1911年4月にフランス軍が実質的な戦力をモロッコ領内に配備したことをきっかけとして、国際的な緊張が高まった事件である。これに対してドイツは1911年7月1日に砲艦Pantherをモロッコのアガディール港に送り込むことで応じた。
この事件は、イギリスを恐れさせてドイツ側につかせるよりはむしろ、ドイツに対する恐れからイギリスはフランスに接近した。この事件の間、イギリスはフランスを支援して、両国間の協商関係（そしてロシアとの協商関係も)は強化され、イギリスとドイツはさらに疎遠になり、第一次世界大戦へつながる分極化が深まっていった。
1914年8月の事件にとってこの危機が持つ意味は、この危機によってイギリス外務大臣エドワード・グレイがフランスとの間で秘密海軍協定を結ぶに至ったことである。この協定ではイギリス海軍はドイツの攻撃からフランス北岸を守ることを約束し、一方でフランスはフランス艦隊を地中海西部に集中させ、そこでイギリスの利益を守ることに合意した。これにより、フランスは北アフリカの植民地との連絡路を守ることが出来、イギリスは本国沿岸により多くの艦隊を集中させて、ドイツの大洋艦隊に対抗することができる。イギリス内閣はこの協定について1914年8月まで知らされていなかった。

### 伊土戦争

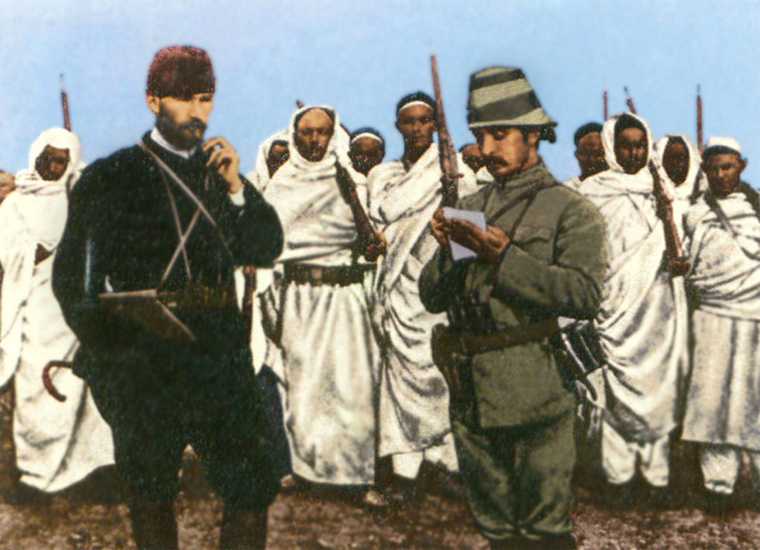
ムスタファ・ケマル少佐(左)とオスマン軍将校とベドウィン軍。1912年トリポリタニア州のデルナにて

伊土戦争はオスマン帝国とイタリア王国の間で1911年9月29日から1912年10月18日まで行われた戦争である。この戦争の結果、イタリアはオスマンのトリポリタニア州を占領した。その中にはフェザーン、キレナイカ、トリポリ自体も含まれる。これらの地域を合わせて、イタリア領リビアを形成した。
第一次世界大戦にとって、この戦争が持つ意味は、オスマン帝国を支援しようとする列強はもはやないらしいことが、この戦争によってはっきりしたことにある。このことがバルカン戦争への道筋をつけることになった。
クリストファー・クラークは「イタリアはオスマン帝国のアフリカの領土を征服する戦争を始めた。このことがバルカン半島のオスマン帝国領に対する日和見的な攻撃の連鎖のきっかけを作った。局地的な紛争を抑止していた地理的バランスのシステムは一掃されてしまった」と述べた。

### バルカン戦争
バルカン戦争は1912年と1913年にヨーロッパ南東部のバルカン半島で起こった二つの戦争である。最初の戦争ではバルカン半島の4カ国がオスマン帝国を破った。この4カ国のうちの一つブルガリアが2度目の戦争で敗れた。オスマン帝国はヨーロッパにおける資産をほぼ全て失った。オーストリア＝ハンガリーは、交戦国ではなかったものの、かなり大きくなったセルビアが南スラブの人々の連帯を推進したため弱体化した。
1912-1913年のバルカン戦争はロシア帝国とオーストリア＝ハンガリーの間の国際的緊張を高めた。また、セルビアを抑える力を持ち得たオスマン帝国及びブルガリアが弱体化したことで、セルビアの力が強まった。このため、ヨーロッパでの力のバランスはロシアにとって有利な方向に崩れた。
ロシアは、当初は領土の変更を避けることに同意していたが、その後1912年にはアルバニアの港を求めるセルビアの要求を支持した。1912-1913年にロンドンで国際会議が開かれ、独立国としてアルバニアを作ることで合意されたが、セルビアとモンテネグロは合意の履行を拒否した。1912年初め頃のオーストリア、およびその後の国際的な海軍軍事演習、及びロシアの支援撤退の後、セルビアは譲歩した。モンテネグロは5月2日の時点でも合意を履行せず、オーストリアの大臣会議が開かれ、モンテネグロに合意履行の最後の機会を与え、合意履行がない場合、軍事行動に訴えることを決定した。しかしながら、オーストリアの軍事的な準備をみたモンテネグロは、最後通牒の延期を求め、合意を履行した。

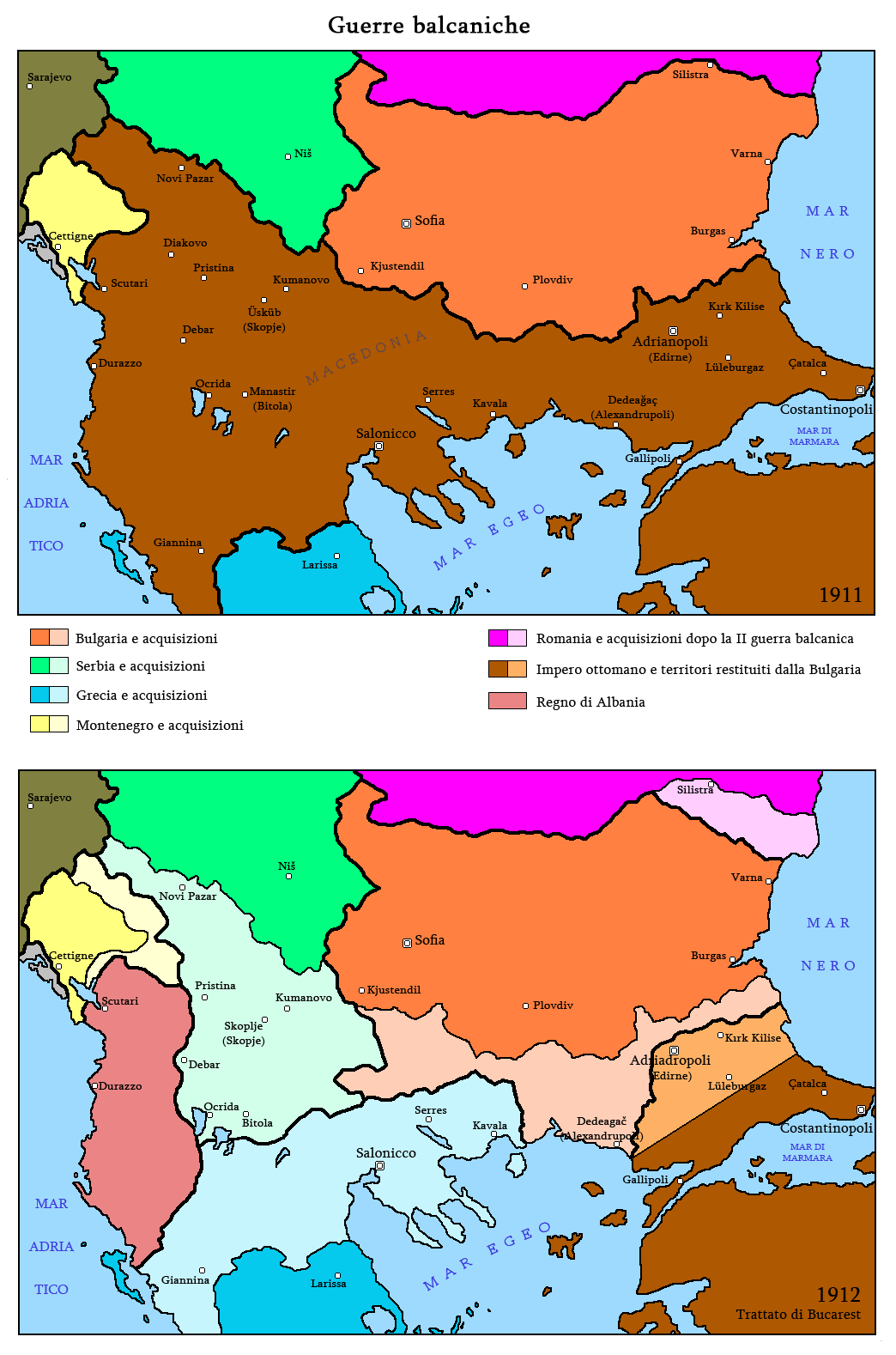
バルカン戦争前後の各国の領土の変化

セルビア政府はアルバニアを得ることに失敗したが、今度は第一次バルカン戦争のその他の戦利品の再分配を要求した。ロシアはセルビアを譲歩させる圧力をかけることに失敗した。セルビアとギリシアはブルガリアに対抗する同盟を結んだ。これに対してブルガリアは先制攻撃を掛けることで応じ、第二次バルカン戦争が始まった。トルコとルーマニアが参戦すると、ブルガリア軍はすぐに敗れた。
バルカン戦争はドイツとオーストリア＝ハンガリーの同盟関係が緊張した。セルビアに対抗するためのオーストリアからの要望に対するドイツ側の態度は、当初はまちまちで整合性のないものであった。1912年12月8日のドイツ帝国戦争評議会の後、ドイツはオーストリア＝ハンガリーのセルビア及びその同盟国に対する戦争を支援する準備は整っていないことが明快になった。
更に、ドイツ外交は第二次バルカン戦争の前後を通じて親ギリシア、親ルーマニアであったのに対して、オーストリア＝ハンガリーは親ブルガリア的な見方が強まっていった。その結果、オーストリア、ドイツ関係は大きな傷がついた。1913年7月にはオーストリア外務大臣Leopold von Berchtoldがドイツ大使Heinrich von Tschirschkyに「オーストリア＝ハンガリーは、かつてのベルリンのような相手を求めて『他のグループ』に属した方がよいかもしれない」と述べた。
1913年9月、セルビアがアルバニア領内に軍を進めており、ロシアはこれを何も制止していないことが判明した。セルビア政府はアルバニアの領土主権を尊重することを保証せず、境界線にはいくらか修正があるだろうことを示唆した。1913年10月、大臣会議はセルビアに警告とそれに続いて最後通牒を出すことを決定した「ドイツとイタリアは軍事行動があったことを通知され、支援を求められており、実際に撤退したかどうかを報告させるため情報員を送り込んでいる」。セルビアはこの警告を公然と無視することで応じ、最後通牒は10月17日に発出され、セルビアは翌日に受け取った。最後通牒では、セルビアは８日以内にアルバニア領内から撤退することを求めていた。セルビアはこれに従い、ドイツ皇帝はこの年の外交的亀裂をいくらか修復するためウィーンを祝賀訪問した。
この時までに、ロシアは日露戦争における敗北からほぼ回復してきた。ドイツとオーストリアの計算では、ロシアが最終的には対抗できないほど強くなってしまうのではないかと恐れた。彼らの結論は、戦って勝てる成算のあるうちに、これから数年以内にロシアと何かしら戦争を起こさねばならないというものだった。

### フランスとロシアの同盟の変化
露仏同盟は当初はドイツの攻撃からフランスとロシア両国を守るために結ばれた。そのような攻撃があった場合、両国は共同で動員し、ドイツに二正面作戦の脅威を与える。しかしながら、本質的に防御的であるようにするため、この同盟には制約が設けられていた。
1890年代から1900年代を通じて、フランスとロシアは、一方が冒険的な外交政策により引き起こした挑発的戦争の場合にはこの同盟は適用されないとする明快な制約を決めていた。例えばロシアは、もしフランスが北アフリカでドイツを挑発した場合には、この同盟は発動しないことをフランスに警告していた。同様にフランスは、バルカン問題でオーストリア＝ハンガリーやドイツを挑発するためにこの同盟を使うべきではないこと、またバルカン半島はフランスやロシアの死活にかかわるような戦略的利益とは認識していないことをロシアに主張していた。
第一次世界大戦勃発前の1年半から2年前にこれが変わった。1911年の終わり、特にバルカン戦争中の1912年から1913年に、フランスの見方が変わった。フランスはこのときロシアにとってのバルカン半島の重要性を受け入れた。フランスは、もしバルカン半島における紛争の結果としてオーストリア＝ハンガリーとセルビアの間で戦争が勃発した場合、フランスはロシアの側に立つことを明言した。従って、露仏同盟の性格は変わり、その結果としてセルビアはロシアとフランスの安全保障上の焦点になったのである。
将来のバルカン戦争シナリオにおいて、誰がそのような戦争を始めたかにかかわらず、フランス、ロシア両国の同盟は発動する。それは、バルカン紛争を同盟発動条件(Casus Foederis)とみなしていた。
クリストファー・クラークはこの変化を「1914年の事件を可能にした戦争前のシステムを構築する上で、非常に重要だった」と評している。

### リーマン・フォン・ザンデルス事件
リーマン・フォン・ザンデルス事件とは、ドイツ帝国陸軍将校リーマン・フォン・ザンデルスが、イスタンブールを防衛するオスマン軍第1軍団の指揮官に任命された後、それにロシアが反対したことにより生じた危機である。
リーマン・フォン・ザンデルス事件は、1913年11月10日にロシアの外務大臣セルゲイ・サゾーノフが、ベルリン駐在のロシア大使セルゲイ・スヴェルべーエフに訓令して、ロシアはリーマンの任務を「公然たる敵対行動」とみなすとドイツ側へ伝えさせたことから始まった。ロシアの外国貿易の半分はトルコの海峡部を通過しており、リーマンの任務はこの貿易に脅威を与えることに加えて、ドイツ主導でオスマン軍が黒海のロシアの港を襲撃する可能性も高め、さらに東部アナトリアへの拡張を目論むロシアの計画をも蹉跌させるものだった。
リーマンの任命は、オスマン帝国の首都でドイツが陰謀を企てているという疑念を呼び、ロシアから抗議の嵐がもたらされた。これに対する妥協策として、リーマンは地位が低く影響力も小さい監察官(Inspector General)という官職に任命されることで1914年1月に合意した。

### イギリス、ドイツの緊張緩和
歴史学者たちは、ここまでの戦前の危機を、1914年のヨーロッパの戦争は不可避だったのだという論説とみるべきではないと注意を促している。
特に、英独建艦競争は1912年には終わった。1913年にはイギリスとドイツは今にも倒れそうなポルトガル帝国のアフリカ領土についての合意に署名した。さらに、1914年にかけてロシアはイギリスのペルシアやインドにおける利権を脅かしており、イギリスはロシアとの関係を冷却して、ドイツとの相互理解の方が有用かもしれないと考えた形跡もある。イギリスは「サンクトペテルブルクが1907年に取り決めた合意の条項を遵守しないことにひどく悩まされており、ドイツとのある種の取り決めが有用な修正手段になるかもしれないと感じ始めていた」。
イギリスの外交官アーサー・ニコルソンは1914年5月に次のように書いている「私が外務省に入って以来、これほど波風が立たないのは見たことがない」。

## 7月危機、事件の連鎖
- 1914年6月28日、セルビア人 民族統一主義者がオーストリア＝ハンガリー帝国のフランツ・フェルディナント大公を殺害した。
- 6月30日、オーストリア外相レオポルト・ベルヒトルト伯爵とオーストリア皇帝フランツ・ヨーゼフ1世はセルビアに対する「忍耐の政策」は終えて、確たる方針で臨まねばならないことに合意した。
- 7月5日、オーストリア外交官のホヨス伯爵アレキサンダーはドイツの態度を確認するためベルリンを訪問した。
- 7月6日、ドイツは無条件の支援をオーストリア＝ハンガリーに提供した。いわゆる「白紙小切手」である。
- 7月20-23日、フランス大統領レイモン・ポアンカレは、サンクトペテルブルクのロシア皇帝への公式訪問で、セルビアに対するオーストリアのいかなる手段に対しても妥協なく反対することを迫った。
- 7月23日、オーストリア＝ハンガリーは独自の秘密調査の後、要求を記した最後通牒（オーストリア最後通牒）をセルビアに送付した。履行までの猶予は48時間しか与えなかった。
- 7月24日、エドワード・グレイ卿はイギリス政府を代表して、ドイツ、フランス、イタリア、イギリスのような「セルビアに直接的権益を持たない国は、平和のために同時に行動すべきだ」と依頼した[23]。
- 7月24日、セルビアはロシアからの支援を得ることを模索し、ロシアは最後通牒を受け入れないようセルビアに助言した[24]。ドイツはオーストリアの立場を支持することを公式に宣言した。
- 7月24日、ロシアの大臣会議はロシア陸軍・海軍を秘密裏に部分動員することで合意した。
- 7月25日、ロシア皇帝は大臣会議の決定を承認し、ロシアの部分動員（110万人）が開始された。
- 7月25日、セルビアはオーストリア＝ハンガリーの外交照会に対して、完全には受け入れない内容で回答し、常設仲裁裁判所の仲裁調停を求めた。オーストリア＝ハンガリーはセルビアとの外交関係を断絶した。セルビアは陸軍を動員した。
- 7月26日、セルビアの予備役兵が偶発的にオーストリア＝ハンガリーとの国境をTemes-Kubinで越境した[25]。
- 7月26日、イギリス、ドイツ、イタリア、フランスの大使たちの間で、今回の危機について議論する会議が設定された。ドイツは招待を断った。
- 7月28日、オーストリア＝ハンガリーは、セルビアからの回答が25日までになかったとして、セルビアに宣戦した。オーストリア＝ハンガリーはセルビアに対して動員を開始した。
- 7月29日、エドワード・グレイ卿は平和を維持するためにドイツの仲裁を求めた。
- 7月29日、イギリスの駐ベルリン大使Edward Goschen卿はドイツ宰相からドイツはフランスとの戦争を考慮しており、更には、ベルギーを通過させてドイツ軍を送ること望んでいると知らされた。彼は、そのような軍事行動の場合のイギリスの中立を取り付けようとしていた。
- 7月29日、ロシアが総動員を下令した。
- 7月30日、ロシアの総動員はロシア皇帝により撤回されたが、その後再度下令された。
- 7月31日、オーストリアが総動員を下令した。
- 7月31日、ドイツは戦争準備体制に入った。
- 7月31日、ドイツはロシアに最後通牒を送付し、12時間以内に軍事的な準備を中止することを求めた。
- 7月31日、イギリスはフランスとドイツ両国にベルギーの今後の中立を支持するよう依頼した。フランスはこれに同意した。ドイツは回答しなかった。
- 7月31日、ドイツは、ドイツとロシアが戦争になった場合、フランスは中立を保つかどうかをフランスに尋ねた。
- 8月1日、フランスが総動員を下令した。配備計画「プランXVII」を選択。
- 8月1日、ドイツが総動員を下令した。配備計画「Aufmarsch II West」を選択。
- 8月1日、ドイツがロシアに宣戦。
- 8月1日、ロシア皇帝はドイツ国王の電報に対して「今日の午後にドイツ大使が私の政府に宣戦の通牒を渡さなかったとすれば、私は喜んで君の提案を受け入れただろう」と述べて返答した
- 8月2日、ドイツとオスマン帝国は秘密条約に署名して[26]、独土同盟を結んだ。
- 8月3日、ドイツは、フランスに求めていた中立維持を断られた後[27]、フランスに宣戦した。ドイツは、ドイツ軍がベルギー領内を自由通過することをベルギーが認めない場合、ベルギーを敵とみなすと言明した。
- 8月4日、ドイツはシュリーフェン・プランから着想を得た攻勢作戦を開始した。
- 8月4日深夜、ドイツからベルギーの中立を保証する通知がなかったことを以て、イギリスはドイツに宣戦した。
- 8月6日、オーストリア＝ハンガリーがロシアに宣戦した。
- 8月23日、日英同盟により日本がドイツに宣戦した。
- 8月25日、日本がオーストリア＝ハンガリーに宣戦した。

## 第一次世界大戦発生時の概要

### サラエボ事件

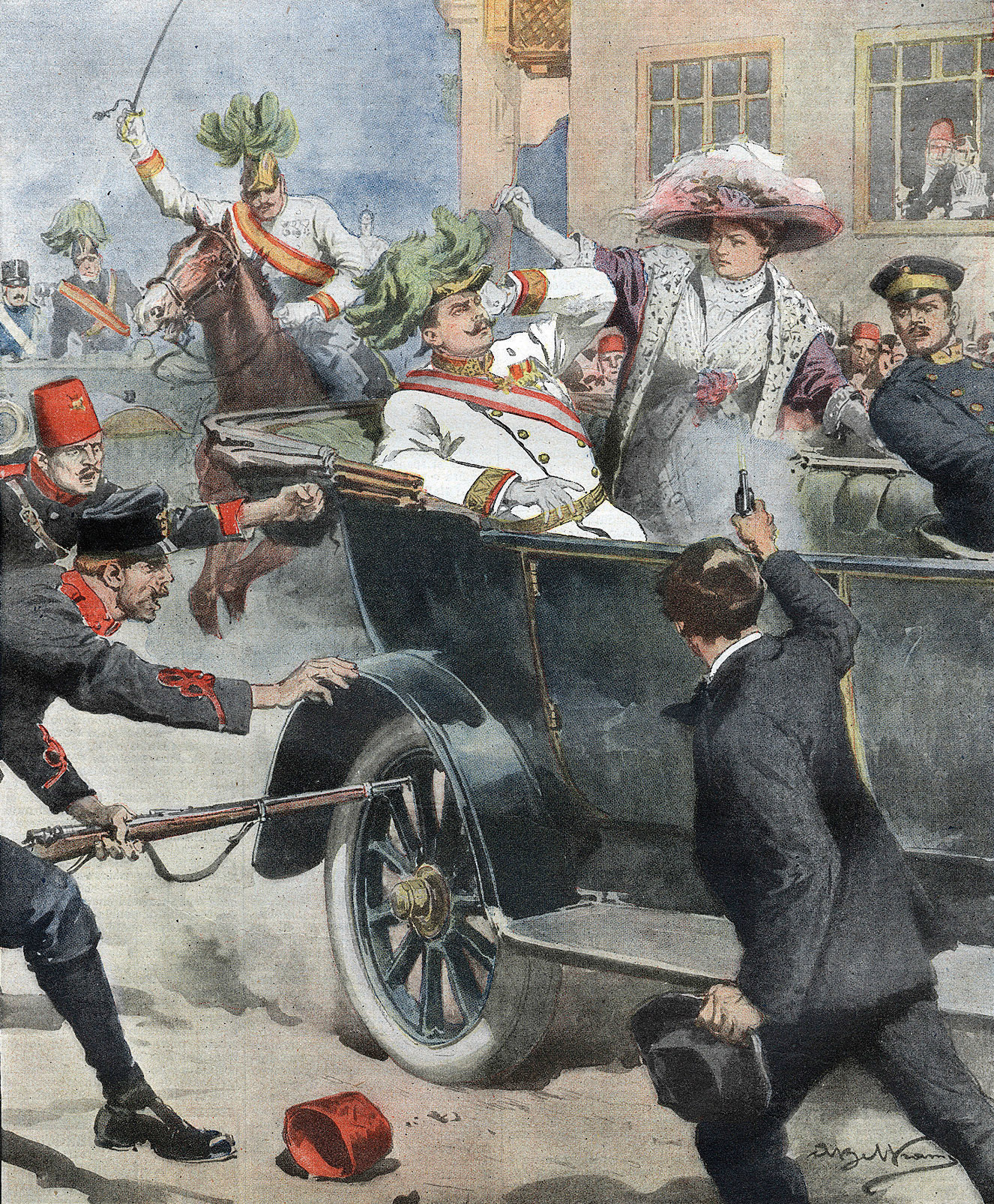
イタリアの新聞『La Domenica del Corriere』（1914年7月14日）に掲載されたサラエボ事件の挿絵

1908年にオーストリア・ハンガリーがベルリン条約に違反してオスマン帝国のボスニア・ヘルツェゴビナを併合してから、サラエヴォは州都となり、軍の指揮官であったオスカル・ポティオレクが州知事となった。
1914年夏、皇帝フランツ・ヨーゼフ1世は、オーストリア・ハンガリー皇位の継承者（推定相続人）であったフランツ・フェルディナント大公にボスニアで開催される軍事演習への参加を命じた。演習が終わって6月28日、フェルディナント大公は妻ゾフィーと共にサラエヴォを見物した。発表されていたフェルディナント大公の車列の順路に沿って、ダニロ・イリッチによって組織された、オールトリア・ハンガリーによるボスニアの植民地支配からの解放と、全ての南スラブ人の統一を目指す領土回復主義者たちのグループ6人（ボスニア系セルビア人5人とボシュニャク人1人）が、武器を持って待ち構えていた。
10時10分、ネデリュコ・チャブリノヴィッチが車列に手榴弾を投げつけ、後続車を損傷させ、それに乗っていた人々を負傷させた。その後、負傷者たちを見舞うために車で戻ってきたフェルディナント大公とゾフィーをガブリロ・プリンチプが射殺した。チャブリノヴィッチとプリンチプは青酸化合物を飲んだが、体調が悪くなっただけであった。両者とも射撃から45分以内に逮捕された。プリンチプは尋問に対して供述を始めた。翌日、二人の暗殺者たちの供述に基づき、ポティオレク知事は、プリンチプとチャブリノヴィッチが大公を暗殺するためにベオグラードで他の者たちと共謀して、爆弾、拳銃、資金を得ていたことを知らせる電報をウィーンに発信した。警察の捜査網は共謀者の大半を速やかに捕えた。

#### 捜査と告発
暗殺の直後、セルビアの駐フランス公使ミレンコ・ヴェスニッチ(Milenko Vesnić)と駐ロシア公使ミロスラフ・スパライコヴィッチ(Miroslav Spalajković)は、切迫した暗殺の危険があることをセルビアはオーストリア＝ハンガリーに対し警告していたと主張する声明を発表した。その後すぐにセルビアはそのような警告をしたことや、そうした陰謀について知っていたことも否定した。6月30日までに、オーストリア・ハンガリーとドイツの外交官はセルビアとロシアの外交官に捜査を要請したが、それはすげなく断られた。7月5日、暗殺の容疑者らの供述に基づき、ポティオレク知事はセルビア軍のヴォイスラフ・タンコシッチ(Vojislav Tankosić)少佐が暗殺者を指揮していたとウィーンに電報を打った。その翌日、オーストリアの臨時代理大使オットー・フォン・チェルニン伯爵(Otto von Czernin)はロシアのセルゲイ・サゾーノフ外相に対し、フェルディナンド大公に対する陰謀の扇動者をセルビア国内で捜査する必要があると提案したが、これもすげなく断られた。
オーストリア＝ハンガリー政府は直ちに犯罪捜査を開始した。 イリッチと暗殺者のうち5人は直ちに逮捕され、捜査判事による取り調べを受けた。 セルビアに行っていたことがある3人の若いボスニア人暗殺者は、セルビア軍のヴォイスラフ・タンコシッチ少佐が直接・間接に支援してくれたと供述した。 実際、プリンチプは反逆分子の諜報員を通じてセルビアで数日間の訓練といくらかの武器の提供を受けていたし、プリンチプが主に属していた自由戦闘集団「若きボスニア (Mlada Bosna, ムラダ・ボスナ)」にはボスニアの主要3民族集団のすべてからメンバーがきていた。 捜査の結果、合計25人が起訴されたが、このグループはボスニアのセルビア人が多数を占め、起訴された者のうち4人はボスニアのクロアチア人で、全員がオーストリア＝ハンガリー国民であり、セルビア国民はいなかった。
セルビア国内では、フランツ・フェルディナンド暗殺を大衆が喜んでいるような雰囲気があった。セルビアの選挙は8月14日に予定されていたため、ニコラ・パシッチ( Nikola Pašić)首相はオーストリアに屈服していると見られて不人気を招くことを望まなかった。 もし彼が実際にフランツ・フェルディナンドに対する陰謀についてオーストリアに事前に警告していたとしたら、パシッチはおそらく、もしそのようなニュースが漏れたら自分の選挙が危うくなるばかりか、ひょっとすると自分の命さえも危険にさらされることを心配していたかもしれない。
駐ベオグラードフランス大使レオン・デスコス(Léon Descos)は7月1日、セルビア軍の一派がフランツ・フェルディナンド暗殺に関与しており、悪いのはセルビア側で、この危機の中でロシア大使ハートヴィッヒはセルビアを指導するためセルビアの摂政アレクサンダーと絶えず話し合っていたと報告した。ここで「セルビア軍の一派」とは、セルビア軍事情報機関の長官ドラグーティン・ディミトリエビッチと、1903年のセルビア国王と王妃殺害事件(5月クーデター)で彼が率いた将校たちを指すものであった。彼らの行動により、ピーター王と摂政アレクサンダーによって統治される王朝の樹立につながった。今日では、セルビア政府およびセルビア軍の一部で構成され、ボスニア・ヘルツェゴビナなどセルビア人の居住地の統合を目指す大セルビア主義を標榜する黒手組（ブラック・ハンド）が「ムラダ・ボスナ」に援助を与えていたことが判明している。
セルビアの要請により、フランスはデスコスを配置換えして、その後任に、よりタカ派的なボッペ(Auguste Boppe)を充てる人事を調整し、ボッペは7月25日に到着した。
この暗殺事件は重要であった。オーストリア＝ハンガリーはこの事件を実質的な挑戦とみなし、セルビアとの開戦事由になると捉えたからだ。さらに、それまで平和を唱える重鎮であった大公が暗殺されたことで、もはや議論に参加できなくなってしまった。この暗殺事件が７月危機を引き起こし、それによって局地紛争がヨーロッパそして全世界の戦争に変わってしまったのである。

### オーストリア、セルビアとの戦争に傾斜
オーストリアの皇位継承者であるフランツ・フェルディナント大公が暗殺されたことは、オーストリアの指導層に深い衝撃を与えた。
皇帝フランツ・ヨーゼフは、大公とは個人的に親しくはなかったが、深い衝撃をうけ狼狽した。暗殺グループの三人の指導的メンバーはベオグラードで長期間滞在した後、かなり最近になってセルビアから国境を越えてきており、セルビア製の武器や爆弾を所持していたことが直ぐに判明した。オーストリアの支配からボスニアのスラブ人を解放することなどを目的として、黒手組が暗殺グループを秘密裏に支援していた。それはセルビアの軍事情報機関のトップである「アピス」が首謀したものであった。
暗殺の二日後、オーストリア外相レオポルト・ベルヒトルトと皇帝は、セルビアに対する「忍耐の政策」は終えることで合意した。オーストリアは、ここで弱腰な対応を見せれば、南や東の隣国が勢いづくことを恐れたし、セルビアと戦争をすれば、二重帝国がこれまで悩まされてきた対セルビア問題を終わらせることができるとも思われた。参謀総長コンラートはセルビアについてこう述べた。「もしあなたの足元に毒蛇がいたら、それは頭から踏みつぶすでしょう。咬まれるまで待ったりはしないでしょう」。
軍事行動がもたらす感情的な効果が、疲弊したハプスブルク王制の構造に新しい生命を吹き込み、古き良き時代の活力と精強さを取り戻せるのではないか、そしてセルビアは軍事的に強くなりすぎる前に始末しておかねばならないという感覚もあった。これまで平和を求める意見を唱えてきた声の中心には、殺害されたフランツ・フェルディナント大公自身も含まれていた。彼が殺害されたことは、開戦の大義名分（開戦事由）を与えたのみならず、政策決定上のハト派の重鎮の一人がいなくなるということでもあった。
セルビアと対決することはロシアとの戦争のリスクを孕んでいるため、ウィーンはベルリンの考えを尋ねた。ドイツは対セルビア戦に無条件の支援を与えた。いわゆる「白紙小切手」である。ドイツの支援に勇気づけられたオーストリアは最後通牒の立案を始めた。その内容は、セルビアに10項目の要求を突き付け、返答までに48時間の猶予しか与えないというものである。オーストリアは、彼らが著しく不穏だとみなす隣国との戦争を始める口実として、最後通牒が拒否されることを望んでいた。
サミュエル・R・ウィリアムソン・ジュニアは、戦争の始まりにおいてオーストリア＝ハンガリーが果たした役割を強調した。確信的なセルビアのナショナリズムと、ロシアのバルカンに対する野望が、オーストリア＝ハンガリー帝国を崩壊させつつあった。オーストリア＝ハンガリーはセルビアとの限定戦争を望んでおり、ドイツの強力な支援がある以上、ロシアは参戦を見送らざるを得ず、それによりロシアのバルカンにおける威光が弱まることも望んでいた。
危機のこの段階においては、ロシアがセルビアを断固として支援する可能性や、それに伴うリスクについては、全く適切に評価されていなかった。オーストリアはセルビアを凝視し続けていたが、戦争を始めること以外、明確な目標を定めていなかった。それはロシア政府は1904年から続く第一革命のデモに追われている以上、ロシアが介入することは難しいという視点からであった。

### 「白紙小切手」
7月6日、ドイツは同盟国オーストリア＝ハンガリーに対セルビア戦における無条件の支援を与えた。いわゆる「白紙小切手」である。支援の求めに対する返事として、ドイツ皇帝は、もしオーストリア＝ハンガリーが「セルビアに対して軍事的手段をとる必要を認識したならば、我々にとってとても好ましい今の有利な状況を活かさない手はないだろう。そのような場合、他の全ての場合と同様、ドイツの支援に頼ることもあるだろう」との立場であるとウィーンに伝えた。
その考えは、ドイツにとってオーストリア＝ハンガリーが唯一の同盟国であり、もしオーストリア＝ハンガリーの威信が回復されなければ、そのバルカン半島における立場は修復不可能なほどに傷つけられ、セルビアやルーマニアの民族統一主義を更に勢いづけることになるというものだった。セルビアに対して早めに戦争を仕掛ければ、セルビアを排除できるのみならず、ブルガリアやルーマニアに対しても外交的に更に有利になるかもしれない。セルビアが負ければ、それはロシアの負けでもあり、ロシアのバルカン半島における影響力も弱まる。
対セルビア戦の利点は明白だった。しかしそこにはリスクがあった。即ちロシアが干渉し、ヨーロッパ大陸の戦争に飛び火することだ。しかしながら、それはまず起こらないだろうと考えられた。なぜなら、ロシアはフランスの資金援助で1917年までに完了する予定で進めている再武装計画をまだ終えていなかったからだ。更に、絶対王政国家であるロシアは「国王殺し」を支持しないだろうし、より広く言えば「ヨーロッパ全体の雰囲気はかなり反セルビア的なので、ロシアでさえも干渉するまい」と考えた。またドイツ皇帝が殺害されたフランツ・フェルディナント大公と親しく、彼の死に動揺したという個人的な要素も重く考慮された。そして、1913年にはセルビアに対して抑制的であったドイツの評議が、攻撃的な立場に変わるところまできた。
一方、軍は、もしロシアが干渉するとしたら、サンクトペテルブルクは明快に戦争を望むということであり、戦うならば今の方がよいと考えた。今ならドイツとオーストリア＝ハンガリーの同盟は保証されているし、ロシアは戦備が整っていない上、ヨーロッパは我々に同情的でもある。
すべてを考慮した結果、危機のこの段階では、ドイツは、自らがオーストリア＝ハンガリーに支援を与えることで、この戦争はオーストリア＝ハンガリーとセルビアの間の地域戦争になると予想していた。「他のヨーロッパの列強国が暗殺事件に違和感を抱いており、したがってオーストリア＝ハンガリーがいかなる行動をとったとしても同情されやすい間に」オーストリアが迅速に行動していれば、この考え方は正しかっただろう。
ドイツの支援を受けて戦争を決めたものの、オーストリアの公式的な動きは鈍く、最後通牒を送ったのは7月23日になってからである（オーストリア最後通牒）。6月28日の暗殺事件から3週間ほど経っていた。オーストリアはサラエボ事件に伴う反射的な同情を既に失っており、むしろオーストリアは単に侵略の口実として暗殺事件を利用しているだけだという印象を協商国側に与えることになった。

### フランスのロシア後援
7月20日、フランス大統領レイモン・ポアンカレはサンクトペテルブルクを公式訪問し、7月23日に帰国の途についた。オーストリアの暗号を解読していたため、ロシアとフランスはオーストリアの最後通牒が差し迫っていることを知っており、したがって彼らの会合の話題の中心は中央ヨーロッパで展開しつつある危機についてであった。
フランスとロシアは、露仏同盟はセルビアの対オーストリア戦の支援にも拡大して適用されることで合意し、バルカン戦争シナリオに則してかねて確定済の政策を改めて確認した。クリストファー・クラークが述べているように「ポアンカレは強硬策の信条を伝えるために来た。そして彼の言葉は、それにやぶさかではないロシアの耳に入った。この文脈での強硬策とはつまり、セルビアに対するオーストリアのいかなる措置にも妥協なく反対することである。暗殺事件の事後処理として、オーストリア＝ハンガリーが法的にどのような権利を与えられるべきかについて、ポアンカレとロシア側の対談相手が何らかの考えをもっていたことを示す資料はない。

### ロシア動員
7月24-25日、ロシアの大臣会議が開かれ、今回の危機に対応して、ロシアはセルビアとの同盟関係はないにもかかわらず、ロシア陸軍100万人以上、バルチック艦隊、黒海艦隊を秘密裏に部分動員することで合意した。
ロシアの部分動員策はオーストリア＝ハンガリーのみに対して動員する意図であった。しかしながら、第一次世界大戦の全体的な展開の中で、この部分動員が少なからぬ混乱を招いた原因であることは強調するに値するだろう。この部分動員はセルビアが最後通牒を拒否する前に行われ、オーストリアが7月28日にセルビアに宣戦する前に行われ、さらにドイツが何ら軍事的手段をとっていない段階で行われたのである。
表舞台の外交的な動きの中では、この部分動員は限定的な価値しか持たなかった。なぜなら、ロシアはこの動員を7月28日まで公表しなかったからである。
ロシアの大臣会議で部分動員の決定を支持した議論は次のようなものであった。
- この危機はドイツが自らの勢力を伸ばす口実に使われている。
- 最後通牒を受諾することは、セルビアにとってはオーストリアの保護領になることを意味する。
- ロシアは過去にも譲歩してきた。例えばリーマン・フォン・ザンデルス事件のときや、ボスニア危機のときである。これらはドイツを軟化させるというよりはむしろ増長させてしまった。
- ロシアの軍備は1904–06年の損害から十分に回復している。

それに加えて、ロシア外相セルゲイ・サゾーノフは戦争は不可避であると信じており、オーストリア＝ハンガリーがセルビア民族統一主義に対して対抗措置をとる権利を認めなかった。一方で、サゾーノフは民族主義に歩調を合わせ、オーストリア＝ハンガリー帝国の崩壊を期待していた。決定的だったのは、フランスが数日前の公式訪問において、ロシアの強硬な対応に明快な支援を与えたことである。また背景としては、ロシアとしてトルコの海峡部に対する野望もあった。「ロシアがバルカン半島を支配すれば、ボスポラス海峡に対する望ましくない侵略を防ぐ上で、サンクトペテルブルクは遥かによい位置に立つことができる」。
クリストファー・クラークは「7月24日と25日のロシア大臣会議の歴史的な重要性は、いくら誇張しても誇張しすぎるということは難しいだろう」と述べ、「このような段階を経て、（ロシア外相）サゾーノフとその同僚たちは危機を拡大させ、ヨーロッパ全般の戦争につながる可能性を大きく引き上げた。第一に、ロシアの動員準備がセルビアの政治判断に影響を与えた。当初は最後通牒を受け入れる方向で深刻に検討していたベオグラードの政府が、オーストリアの圧力に屈するなどありえないという空気に変わった。これによりセルビアではロシアの管轄を求める国内圧力が噴出し、それはオーストリア＝ハンガリーにとっては警鐘のように響いた。最も重要だったことは、これらの動員策がドイツに対する圧力を劇的に高めたことである。ドイツはそれまでのところ、まだオーストリアとセルビアの地域戦争になると見込んでおり、軍事的準備を慎んでいたのだ」とも述べている。

### オーストリア、セルビアに宣戦
セルビアは当初、オーストリアからの最後通牒の全ての条項を受け入れることを検討していたが、ロシアの動員準備の知らせを聞いて態度を硬化させた。
セルビアは大きな譲歩をした印象を与えるように最後通牒に対する返答を起草したが、クリストファー・クラークが述べているように「実際のところ、これは多くの点で拒否の匂いをただよわせるものになった」。
受け入れ不可能と見られていたオーストリアからの最後通牒をセルビア政府は唯一カ所を除いて受諾したが、オーストリア政府はこれを知ると7月25日に外交関係を断絶し、7月28日にセルビアに宣戦布告をおこなった。

### ロシア総動員
既に部分動員を下令したロシアであったが、部分動員ではロシア軍の能力不足により軍事的に不可能であることを7月29日までに認識し、また部分動員は総動員の妨げとなりうるため、全体の作戦を台無しにしないためには総動員しかないとされた。このためロシアは7月29日に総動員を下令した。ロシア皇帝はこの命令を一時撤回したが、7月30日には再度承認した。
クリストファー・クラークは「ロシアの総動員は、7月危機の中で最も重大な決定の一つである。一連の危機の中で、総動員を行ったのはロシアが最初だった。それはドイツ政府がまだ戦争切迫事態(State of Impending War)の宣言さえしていない段階で行われた」と述べている。
ロシアは何故ここで総動員に踏み切ったのか?
- オーストリアが7月28日にセルビアに宣戦したことに対応した。
- 既に下令された部分動員は、将来の総動員と両立できない。
- ロシア外相サゾーノフは、オーストリアの非妥協的態度はドイツの政策によるものと確信しており、したがってドイツがオーストリアを動かしているとするならば、もはやオーストリアだけに対して動員すべき理由はない。
- フランスはロシアを支援すると何度も言ってきており、イギリスもロシアを支援するだろうと考える重要な理由があった [60]。

### ドイツ動員
露仏同盟の成立によって国土の両側を敵に挟まれたドイツでは、戦争発生時の行動計画として、シュリーフェン・プランが策定されていた。この計画によると、フランス、ロシアいずれかにおいて動員が下令されたならば、直ちにドイツも総動員を進めてベルギーを通過してフランス軍を破り、返す刀で動員の遅いと思われるロシア軍を破るというものであった。
7月28日、ドイツはそのスパイ網により、ロシアが部分動員を開始し「戦争準備期間」に入ったことを知った。ドイツはロシアが最終的に戦争を決断したと考え、ロシアの動員によりドイツは危機にさらされていると考えた。これはドイツにとって二重の意味で危機であった。ドイツの戦争計画は、本質的にドイツ軍の動員の迅速さに依存した計画だからである。
ドイツによる調停の努力としては、オーストリアは「ベオグラードで停止する」べきであり、これはオーストリア、セルビア両国の合意がまとまることを担保するためにセルビアの首都を占領するものであることを示唆したが、それでロシアの準備の進行は全く緩まなかった。この脅威を受けたドイツは、調停が効果をあらわし始める前に、対抗措置を取らざるを得ないと判断した 。
このためドイツは、ロシアの動員に対応して7月31日には「戦争危険切迫事態(State of Imminent Danger of War)」を下令し、ロシア政府が動員令の撤回を拒否したことを受け、8月1日にドイツは動員してロシアに宣戦した。露仏同盟により、フランスがこれに対抗措置をとることは必定であるため、ドイツは二日後の8月3日にはフランスに対しても宣戦を布告し、ベルギー侵攻を開始した。

### イギリス、ドイツに宣戦
ドイツが中立国であるベルギーに侵攻したことを受けて、イギリスは8月2日、ドイツに対して、軍を撤退させなければ戦争に訴える旨、最後通牒を発した。ドイツはこれに従わなかったため、イギリスは8月4日ドイツに宣戦した。
イギリスが宣戦した理由は複雑である。表向きの理由は、イギリスは1839年のロンドン条約の下、ベルギーの中立を保護する必要があるというものだった。ドイツのベルギー侵攻は条約違反だから開戦事由(casus belli)に当たり、従ってこの戦争は合法であるという大義名分を立てることで、戦争への国民の支持を奮い立たせることが重要であった。
しかしながら、1839年のロンドン条約はベルギーの中立保護をイギリスに委託するというものではなかった。更に言えば、イギリスの海軍戦争計画によれば、ドイツと戦争になった場合、（輸入された物資がドイツに渡ることを阻止するために）イギリスがベルギーの港湾を封鎖することで、イギリス自身がベルギーの中立を侵犯する内容の計画も立てていた。
むしろ、英国海峡を挟んでベルギーと向かい合うイギリスは、ドイツがベルギーおよびフランスの沿岸を支配することで生ずる戦略的リスクは受け入れ難いと考えた。ドイツは戦後の振舞いについて保証していたが、ベルギーの中立を身勝手に侵犯した行いをみれば、信用に足るかどうか疑問が投げかけられた。
さらに重要だったのは、イギリスの協商の相手であるフランスおよびロシアとの関係であった。エドワード・グレイはフランスと秘密海軍協定について議論した（これは内閣の承認を得たものではなかった）ことがあるが、これはイギリス、フランス両国ともにお互いに恩義に感ずるところがあった。
更に言えば、仮にイギリスが協商の友邦を見捨てるとして、それでもしドイツが戦争に勝ったとしたら、あるいは、もし協商国がイギリスの支援なしで勝ったとしたら、いずれにしても、イギリスは友邦を失って取り残されてしまうだろう。そうなればイギリス帝国は外国からの攻撃に対して脆弱になる。
イギリス外務官僚エア・クロウの言を借りれば、「もし戦争が始まった時に、イギリスが傍観する立場を取れば、次の内のいずれかになるだろう。(a)ドイツまたはオーストリアが勝ち、フランスを倒し、ロシアの面目を潰す。このとき、友邦を失ったイギリスの立場はどうなる？ そうでなければ(b)フランスまたはロシアが勝つ。そのとき、彼らのイギリスに対する態度はどうなる？インドや地中海はどうなる？」
国内的にみると、自由主義系の内閣は割れており、宣戦が否決された場合にはアスキス首相、グレイ外相、チャーチル海相は辞職すると明言していたため、もし宣戦が否決されれば政府は倒れそうな見込みであった。その場合、自由主義内閣は失職する。そうなると、次は戦争支持派の保守勢力が政権を取りそうであったため、ここで政府を倒してもイギリスの参戦が若干遅れるだけのことである。このため決断しかねている内閣の大臣たちは無意味に党を割って失職するのを避けようとする考えに傾きやすかった。
このようにしてヨーロッパにおける5大国（露、墺、独、仏、英）が第一次世界大戦へと突入していった。

### 原因
第一次世界大戦のきっかけとなったのがサラエボ事件であることは疑う余地がないが、この事件から開戦が生じるまでに何が決定的な原因となったのかについては、深刻な議論が戦わされてきた。国家間の外交、文化、経済、複雑な同盟関係、19世紀に急成長したドイツを巡る国家力バランスなどについて、1815年のナポレオン戦争終結後のヨーロッパに注目した研究が盛んに行われてきた。
一般的に第一次世界大戦の原因には複合要因が存在するとされている。それらの内のいくつかを以下に示す。
- 普仏戦争以来数十年間大規模な戦争はおきていなかったことによる戦争記憶の風化
- 未解決の領土問題（ロンドン条約 (1915年)、バルフォア宣言など）
- 複雑な同盟関係（三国同盟、三国協商、日英同盟など）
- 複雑かつ断片化した国家統治（ゲルマン系対スラブ系というナショナリズム）
- 外交における通信の遅延、意図の誤解 （海底ケーブルの切断、無線通信の不安定性）
- 軍拡競争と軍事計画の硬直性（特に軍艦は建造費用が高い）
- バルカン諸国、特にセルビアの発行する外債をめぐる投資合戦。セルビアの場合は19世紀末までドイツ銀行団のシェアが大きかったが、サラエヴォ事件が近づくにつれてフランス、オーストリア＝ハンガリーの銀行団が市場に地位を占めるようになり、ドイツ勢を締め出していった[64]。ルーマニアはドイツ勢のシェアが比較的安定していた。
- オスマン債務管理局を巡る各国の対立。

## 外交官たちの起こした戦争
ナポレオン戦争の最終的な勝利者は、将軍でもなければ皇帝でもない宰相メッテルニヒであった。この悪しき前例が、列強の宮廷人に野心を起こさせた。この時代の外交官には、地図上の領土拡張ゲームを競うような軽薄さが見てとれる。
オーストリア外相レオポルト・ベルヒトルト伯爵は、セルビア運動の弾圧を含む強硬なオーストリア最後通牒を作成した。ロシア外相セルゲイ・サゾーノフは、開戦に備えての軍の動員を、御前会議で取りつけた。
また、この時代の外交文書は捏造が多いことも後に指摘されている。曰く、諸外国は軍備を増強している、某国は我が国を侮辱した、等々。また、英外相の和平に向けての努力は一切黙殺されている。具体例を挙げると、フランスの外交文書（黄書）は、ロシアの総動員を自国民に伝えず、ただドイツの脅威のみを強調した。また、「フランス人のごとき堕落せる国民を打ち砕くべし」という内容のドイツ皇帝の手紙を捏造した。オーストリアの外交文書（青書）では、ドイツ陸軍武官の「平和への欲望、仲裁の希望」といった句が削除されている。ロシアによる和平提案、グレイによる和平案も削除されている。ドイツの外交文書（白書）では、イギリスの威嚇が捏造されている。また、駐露大使による、当地の動員に侵略的意図はないという報告は削除されている。ロシアの外交文書（オレンジ書）は、特に捏造が多いので有名である。
当時の国民は、これら「捏造された外国の脅威」を信じるほかなかった。